# Cruz Verde, Oaxaca
Cruz Verde är en ort i Mexiko.   Den ligger i kommunen San Sebastián Tecomaxtlahuaca och delstaten Oaxaca, i den sydöstra delen av landet, 260 km söder om huvudstaden Mexico City. Cruz Verde ligger 1 744 meter över havet och antalet invånare är 112.
Terrängen runt Cruz Verde är kuperad åt nordväst, men åt sydost är den bergig. Cruz Verde ligger nere i en dal. Runt Cruz Verde är det ganska glesbefolkat, med 43 invånare per kvadratkilometer. Närmaste större samhälle är Santiago Juxtlahuaca, 4,4 km öster om Cruz Verde. I omgivningarna runt Cruz Verde växer huvudsakligen savannskog.